# Tynaarlo Nu
Tynaarlo Nu is een Nederlandse lokale politieke partij in de gemeente Tynaarlo.
In 2022 kwam Tynaarlo Nu als nieuwe partij de gemeenteraad binnen met drie zetels. De verkiezingsslogan was: "Van, voor, en met jou!". Fractievoorzitter werd Richard Aeilkema, de andere  twee raadsleden namens de partij waren Dineke Idsingh en Albert Koffeman.
In juli 2025 besloot het raadslid Albert Koffeman de partij te verlaten en als eenmansfractie verder te gaan. Hij was het niet eens met het partijbestuur over de te volgen koers richting de gemeenteraadsverkiezingen van 2026. Drie medestanders bedankten eveneens als partijlid.

## Geschiedenis
Tynaarlo Nu, opgericht in 2022, is de jongste partij in de Tynaarlose gemeenteraad. Oorzaak voor de oprichting van de partij was de machtsstrijd in de lokale partij Gemeentebelangen, waarin de nieuwe lijsttrekker Richard Aeilkema en de beoogd voorzitter Harry Snuk op non-actief werden gesteld. Daarop richtten zij hun eigen partij op, Tynaarlo Nu.